# Ochai Agbaji
Ochai Young Agbaji (Milwaukee, 20 aprile 2000) è un cestista statunitense.

## Carriera
Ha vinto il Campionato NCAA 2022 con la University of Kansas, venendo nominato miglior giocatore della manifestazione.
È stato selezionato dai Cleveland Cavaliers al primo giro del Draft NBA 2022 (14ª scelta assoluta).

## Statistiche
| † | Denota le stagioni in cui ha vinto il titolo |

### NCAA
| Anno       | Squadra         | PG  | PT  | MP   | TC%  | 3P%  | TL%  | RP  | AP  | PRP | SP  | PP   |
| ---------- | --------------- | --- | --- | ---- | ---- | ---- | ---- | --- | --- | --- | --- | ---- |
| 2018-2019  | Kansas Jayhawks | 22  | 16  | 25,8 | 44,9 | 30,7 | 69,4 | 4,6 | 0,9 | 0,5 | 0,5 | 8,5  |
| 2019-2020  | Kansas Jayhawks | 31  | 31  | 33,3 | 42,8 | 33,8 | 67,3 | 4,2 | 2,0 | 1,2 | 0,3 | 10,0 |
| 2020-2021  | Kansas Jayhawks | 30  | 30  | 33,6 | 42,0 | 37,9 | 68,9 | 3,7 | 1,9 | 1,1 | 0,5 | 14,1 |
| 2021-2022† | Kansas Jayhawks | 39  | 39  | 35,1 | 47,5 | 40,9 | 74,3 | 5,1 | 1,6 | 0,9 | 0,6 | 18,8 |
| Carriera   | Carriera        | 122 | 116 | 32,6 | 44,8 | 37,4 | 71,4 | 4,4 | 1,6 | 1,0 | 0,5 | 13,5 |

#### Massimi in carriera
- Massimo di punti: 37 vs Texas Tech (24 gennaio 2022)[2]
- Massimo di rimbalzi: 12 vs Colorado-Boulder (7 dicembre 2019)
- Massimo di assist: 5 vs Kansas State (22 febbraio 2022)
- Massimo di palle rubate: 4 (4 volte)
- Massimo di stoppate: 4 vs Providence (25 marzo 2022)
- Massimo di minuti giocati: 46 vs Texas Tech (24 gennaio 2022)

### NBA

#### Regular Season
| Anno      | Squadra         | PG  | PT | MP   | TC%  | 3P%  | TL%  | RP  | AP  | PRP | SP  | PP   |
| --------- | --------------- | --- | -- | ---- | ---- | ---- | ---- | --- | --- | --- | --- | ---- |
| 2022-2023 | Utah Jazz       | 59  | 22 | 20,5 | 42,7 | 35,5 | 81,2 | 2,1 | 1,1 | 0,3 | 0,3 | 7,9  |
| 2023-2024 | Utah Jazz       | 51  | 10 | 19,7 | 42,6 | 33,1 | 75,0 | 2,5 | 0,9 | 0,5 | 0,6 | 5,4  |
| 2023-2024 | Toronto Raptors | 27  | 18 | 23,6 | 39,1 | 21,7 | 61,1 | 3,3 | 1,3 | 0,7 | 0,6 | 6,7  |
| 2024-2025 | Toronto Raptors | 64  | 45 | 27,2 | 49,8 | 39,9 | 70,8 | 3,8 | 1,5 | 0,9 | 0,5 | 10,4 |
| Carriera  | Carriera        | 201 | 95 | 22,8 | 45,0 | 35,3 | 73,4 | 2,9 | 1,2 | 0,6 | 0,4 | 7,9  |

#### Massimi in carriera
- Massimo di punti: 28 vs Denver Nuggets (8 aprile 2023)[3]
- Massimo di rimbalzi: 7 vs Boston Celtics (31 marzo 2023)
- Massimo di assist: 8 vs Los Angeles Lakers (9 aprile 2023)
- Massimo di palle rubate: 2 vs Oklahoma City Thunder (5 marzo 2023)
- Massimo di stoppate: 3 vs Sacramento Kings (25 marzo 2023)
- Massimo di minuti giocati: 39 vs Memphis Grizzlies (15 febbraio 2015)

### G League
| Anno      | Squadra      | PG | PT | MP   | TC%  | 3P%  | TL%  | RP  | AP  | PRP | SP  | PP   |
| --------- | ------------ | -- | -- | ---- | ---- | ---- | ---- | --- | --- | --- | --- | ---- |
| 2022-2023 | S.L.C. Stars | 9  | 9  | 31,9 | 37,3 | 30,7 | 88,9 | 3,4 | 2,3 | 0,6 | 0,9 | 13,2 |
| Carriera  | Carriera     | 9  | 9  | 31,9 | 37,3 | 30,7 | 88,9 | 3,4 | 2,3 | 0,6 | 0,9 | 13,2 |

## Palmarès
- Campionato NCAA (2022)
- NCAA Basketball Tournament Most Outstanding Player (2022)